# 起請田
起請田（きしょうでん）とは、中世日本の荘園公領制において、郡司・荘官・百姓らが一宮などの神仏に提出した起請文に基づいて、年貢・公事の賦課基準が定められた田地のこと。

## 概要
中世において国衙が官物の徴収対象となる田地を確定する際に、従来の田文をそのまま採用方法や検田・検注を実施する方法があったが、これとは別に徴税の実務責任者である郡司や郷司などから対象となる田地の数や面積を記した利田請文（りでんうけぶみ）と称される起請文の提出を受けてその数字を採用する方法があった。この文章は後日、一宮に奉納されて国司との約束のみならず一宮の神に対する誓いになるとされた。これによって確定した田地を起請田と呼び、この手続を利田起請（りでんきしょう）と称した。
同じように荘園においても立荘や検注時に現地の荘官や百姓が荘園領主に対して、年貢・公事の徴収対象となる（あるいは徴収が免除される）田地の数や面積、税率や納税額、荘官などの得分などを記した起請文を作成し、これを元にして年貢・公事の賦課が実施された。こうした田地も起請田と呼ばれる。
前者の代表例として1099年（康和元年）に新任の国司（因幡守）平時範が国庁に初出仕した際に、因幡国の郡司達から利田請文の提出を受け、翌日一宮に参拝して奉幣・告文読み上げを行った際に、請文も奉納して告文でもそのことに触れている。後者の代表例として1198年（建久9年）に肥後国人吉荘（相良荘）において検注が行われた際に領家に提出された起請文が知られている。